# Mixue Ice Cream & Tea

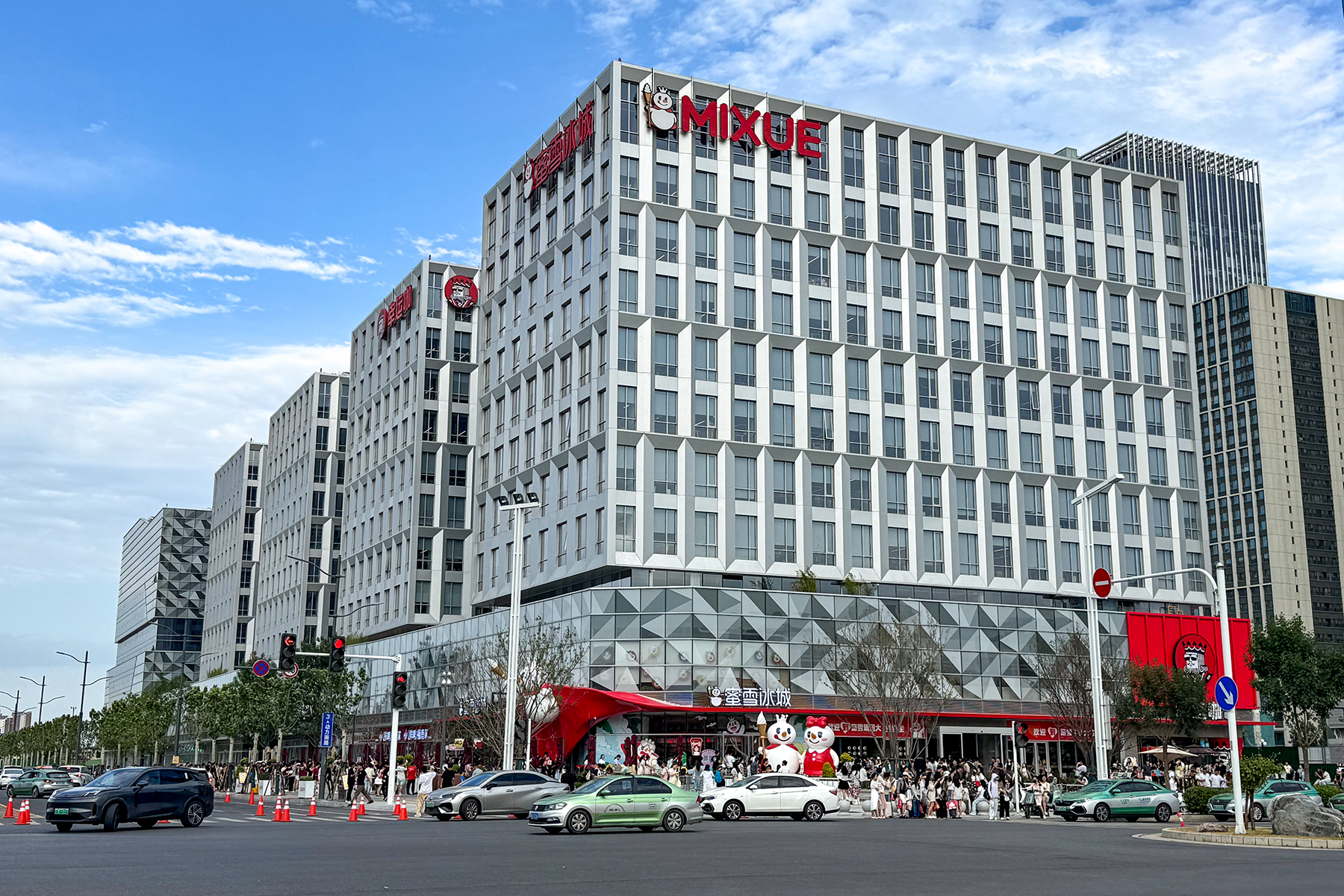
Hoofdzetel in Zhengzhou

Mixue Ice Cream & Tea (Chinees: 蜜雪冰城) is een Chinese multinational van fastfoodrestaurants gespecialiseerd in ijs en theedrankjes. De keten werd in 1997 opgericht en kende een zeer snelle groei in China, Hongkong, Macau, Vietnam, de Filipijnen, Singapore, Thailand, Maleisië, Indonesië, Laos, Cambodja, Japan, Zuid-Korea, Australië, Kazachstan en Brazilië. Anno 2025 haalde het de Amerikaanse multinationals Starbucks en McDonald's in als 's werelds grootste fastfoodketen, gemeten aan het aantal locaties. De keten telt meer dan 46.000 filialen.